# Onze man bij de Taliban
Onze man bij de Taliban is een vierdelige documentaireserie voor de Nederlandse televisie over Afghanistan. De serie werd gepresenteerd door Thomas Erdbrink en begin 2023 uitgezonden door de VPRO op NPO 2.

## Inhoud
Nadat het westen Afghanistan in augustus 2021 heeft verlaten is de Taliban weer aan de macht gekomen. Thomas Erdbrink, die na jarenlang correspondent in Iran te zijn geweest vloeiend Perzisch (en daarmee ook Dari) spreekt, laat diverse verhalen van Afghanen zien. Hij spreekt onder andere met Taliban-strijders, moedige vrouwen, en de slachtoffers van de Amerikaanse bombardementen.

## Afleveringen
| Afl. | Titel              | Onderwerp                                                                | Uitzenddatum    |
| ---- | ------------------ | ------------------------------------------------------------------------ | --------------- |
| 1    | We Should Not Stay | Over de machtsovername door de Taliban                                   | 22 januari 2023 |
| 2    | Als God het wil    | Met Talibanstrijders en slachtoffers van Amerikaanse bombardementen      | 29 januari 2023 |
| 3    | De nieuwe oorlog   | Over de inperking van vrouwen- en meisjesrechten                         | 5 februari 2023 |
| 4    | Hetzelfde liedje   | Muziek wordt verboden, ook wordt Afghanistan vergeleken met Iran na 1979 | 5 februari 2023 |